# 土壌シードバンク
土壌シードバンク（どじょうシードバンク、英:Soil seed bank）は、土壌中に含まれる種子（埋土種子）の集団のことである。埋土種子集団（まいどしゅししゅうだん）といわれることもある。通常、発芽能を持った種子の集団を指す。

## 概要
多くの植物は種子をつくり、その種子は通常、発芽に適した環境条件が整うまで、土壌中に存在する。その間土壌中には未発芽の種子が多く含まれることとなるので、土壌シードバンクは一種の地下個体群ということもできる。
土壌シードバンクに含まれる種子には2種類あり、環境条件が整うとすぐに発芽できる非休眠種子と、休眠を解除されない限り発芽できない休眠種子がある。特に後者は長期間土壌中にあることも多く、長いものでは100年以上土壌中で生きている場合もある。たとえば大賀ハスの種子は、2000年以上前の土壌中から発見されたものだが、正常に発芽、開花した。

## 環境保護と土壌シードバンク
ある土地から植物種や集団が絶滅（あるいは減少）してしまった場合でも、土壌中には土壌シードバンクとして個体群が生存している可能性がある。その土壌シードバンクを利用して、個体群を復活させる試みも行われている。たとえば霞ヶ浦で行われているアサザプロジェクトでは、湖沼の底土を撒きだしてアサザなどの土壌シードバンクを表出させ、個体群の回復を試みている。あるいは在来種を復活させて外来種をコントロールする可能性の探求に着目する研究もある。

## 農林水産省ジーンバンク事業
農林水産省は1985年、農林水産業に関わる生物の遺伝資源を保存し一元管理するため、農林水産省ジーンバンク事業 (英名: MAFF Genebank System) を開始する。2001年以降は独立行政法人「農業生物資源研究所」（茨城県つくば市）に事業を委託し品種改良に活かす農林水産に用いる生物の研究と並行して、絶滅に瀕する稀少種の保全 (種子と栄養体の収集・再養殖をふくむ) を進めてきた。さらに遺伝資源の利活用に欠かせない研究要素も事業化される。